# Pierre Louis Léger Vauthier
Pour les articles homonymes, voir Vauthier.
Pierre Louis Léger Vauthier ou Pierre Vauthier, né le 29 septembre 1845 à Recife (Pernambouc) et mort le 13 janvier 1916 à Beauchamp, est un peintre français.

## Biographie
Pierre Louis Léger Arthur Vauthier est le fils de Louis Léger Vauthier, ingénieur des ponts et chaussées, et d'Élisa Joubert.
Ingénieur des arts et manufactures (Centrale Paris, promotion 1869), il entre à l'école des beaux arts de Paris. Élève de Maxime Lalanne, il expose au Salon à partir de 1878.
En 1881, il épouse à Paris l'artiste peintre Marie Olympe Louise Gaudfernau.
Il obtient une mention honorable en 1884, une médaille de troisième classe en 1887, une mention honorable à l'Exposition universelle de 1889, une médaille de seconde classe en 1892 et une médaille d'argent à l'Exposition universelle de 1900.
En 1895, il est élevé au rang de chevalier de la Légion d'honneur.
Il meurt à Beauchamp à l'âge de 70 ans. Il est inhumé le 16 janvier 1916 au cimetière de Montmartre.

## Œuvres dans les collections publiques
- Belgique :
  - Anvers, Musée royal des Beaux-Arts : Le quai de La Villette à Paris[5]
- France :
  - Draguignan, Musée d'Art et d'Histoire : La fête de Saint-Cloud[6]
  - Moulins, Musée Anne-de-Beaujeu : Scène à la foire aux pains d’épices boulevard Richard-Lenoir[7]
  - Paris :
    - Hôtel de ville : 
      - Le port Saint Bernard[8]
      - Le port Henri-IV à Paris[8]

    - Musée Carnavalet :
      - Le bas port du pont de Tolbiac, pendant la crue[9]

    - Musée d'Orsay :
      - La Seine au pont de Solférino[10]
      - Saint-Denis : la Fosse-aux-Anglais[11]

    - Musée du Louvre : Paysage de neige[12]
    - Petit Palais : Le canal Saint-Denis[13]
- Grèce :
  - Athènes, Pinacothèque nationale :
    - Bateau sur la Seine[14]
    - Milieu de Carême aux Champs-Elysées[15]
    - Bateaux sur une rivière[16]
    - Déneigement des rues de Paris[17]
    - Paysage avec des arbres[18]
    - Paysage avec rivière en automne[19]
    - Barges sur le fleuve[20]
    - Plage[21]
    - Ferme[22]

Œuvres de Pierre Louis Léger Vauthier
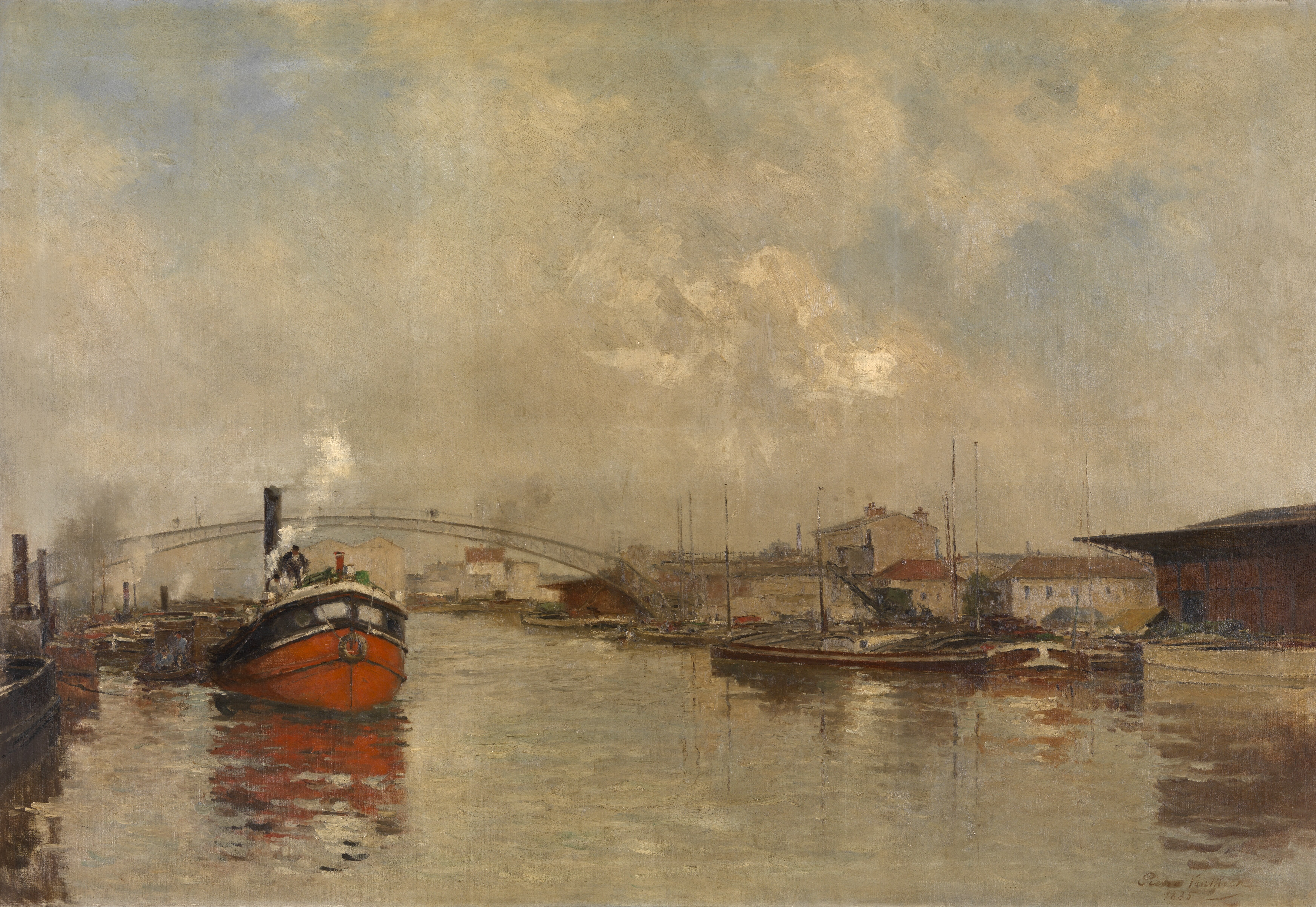
Le quai de La Villette à Paris, Musée royal des Beaux-Arts d'Anvers.
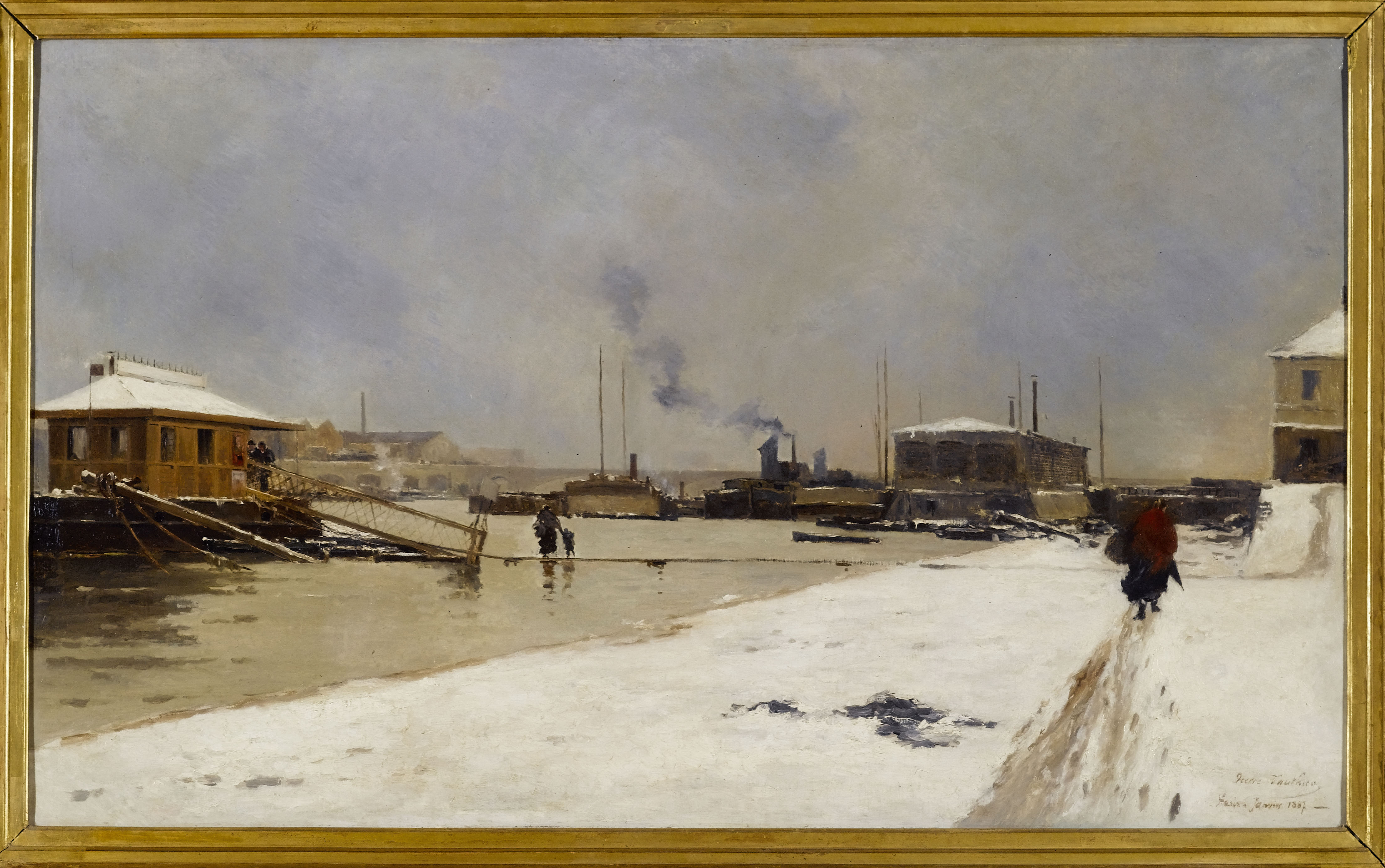
Le bas port du pont de Tolbiac, pendant la crue, Musée Carnavalet.
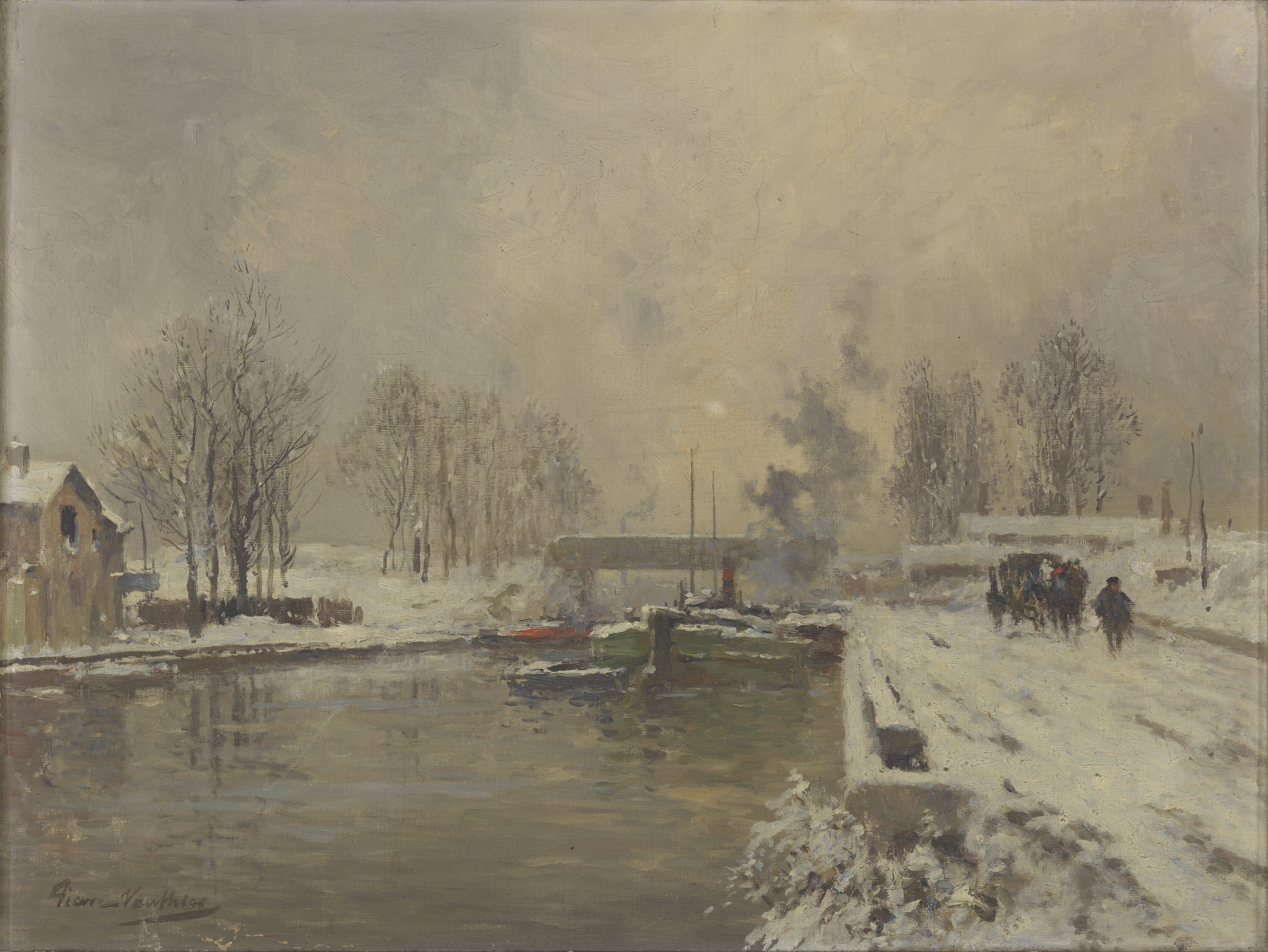
Le canal Saint-Denis, Petit Palais.

## Distinction
- Chevalier de la Légion d'honneur (1895)[4]